# آنا-ماریا گالوجان
آنا-ماریا گالویان (استونیایی: Anna-Maria Galojan؛ زادهٔ ۲۳ فوریهٔ ۱۹۸۲) دانشمند علوم سیاسی و سیاست‌مدار اهل استونی است. او رهبر شاخهٔ جوانان حزب اصلاحات استونی بود که نتوانست به مجلس راه یابد. عکسش در سال ۲۰۰۹ بر روی مجلهٔ پلی‌بوی استونی رفت.
در می ۲۰۱۱، گالویان به دلیل جعل اسناد و اختلاس ۶۰۰۰۰ یورویی از سازمان غیرانتفاعی جنبش اروپایی استونی، که او مدیر عامل آن بود به ۲۲ ماه حبس تعزیری محکوم شد که پنج ماه آن حبس واقعی و مابقی مشروط به چهار سال دوره آزمایشی بود. او به لندن گریخت و در ۱۴ فوریه ۲۰۱۲ دستگیر شد. پس از چندین سال مبارزات قانونی، سرانجام در فوریه ۲۰۱۵ استرداد شد و به زندان تالین منتقل شد.